# Holtriem-Wanderweg
Der Holtriem-Wanderweg ist ein etwa 48 Kilometer langer Radwanderweg in der ostfriesischen Samtgemeinde Holtriem.
Der Rundweg entstand von 1987 bis 1991 durch die Verbindung von bereits vorhandenen Wirtschaftswegen. Er führt durch die Ortsteile Westerholt, Nenndorf, Eversmeer, Neuschoo, Blomberg, Ochtersum, Utarp und Schweindorf sowie durch den Windpark Holtriem.
Der Holtriem-Wanderweg ist gut ausgeschildert und kann durch die zusätzliche knotenpunktbezogene Wegweisung in jedem Ortsteil begonnen oder auch nur in Teilstrecken zurückgelegt werden. Andere Radwanderwege, beispielsweise der Friesische Heerweg oder Mit Rad up’t Möhlenpad führen streckenweise über den Holtriem-Wanderweg.
Am Wegrand sind Schutzhütten errichtet und Informationstafeln aufgestellt worden. Zwei Tafeln beschreiben den Meridian 7°30' Ost, der eigentlich die Grenze zwischen der westeuropäischen und der mitteleuropäischen Zeit wäre. Wegen der tatsächlichen Zeitzonen ist die Grenze jedoch nur theoretisch.